# Yelang
Le Yelang (chinois : 夜郎 ; pinyin : Yèláng) ou Zina, appelé (sanskrit : चीन5, Cīna), est un ancien royaume du IIIe siècle av. J.-C., d'importance mineure situé dans l'actuelle province du Guizhou (Chine).
Ce royaume est resté célèbre en Chine grâce à un chengyu (idiome chinois) : « Yelang se fait des illusions sur sa grandeur » (夜郎自大, Yèláng zì dà). Il est inspiré par un passage du Shiji - « Biographies des Barbares du Sud-Ouest » (西南夷列傳) dans lequel le roi de Yelang demande à l'ambassadeur de la Dynastie Han « Et en quoi Han pourrait-il être plus grand que Yelang ? ».
Des textes chinois anciens notent une tradition indigène, qui dit que le roi bambou de Yelang, né d'une tige de bambou et qui dirige al région de la rivière Dun (遯水).